# Paul George Konody

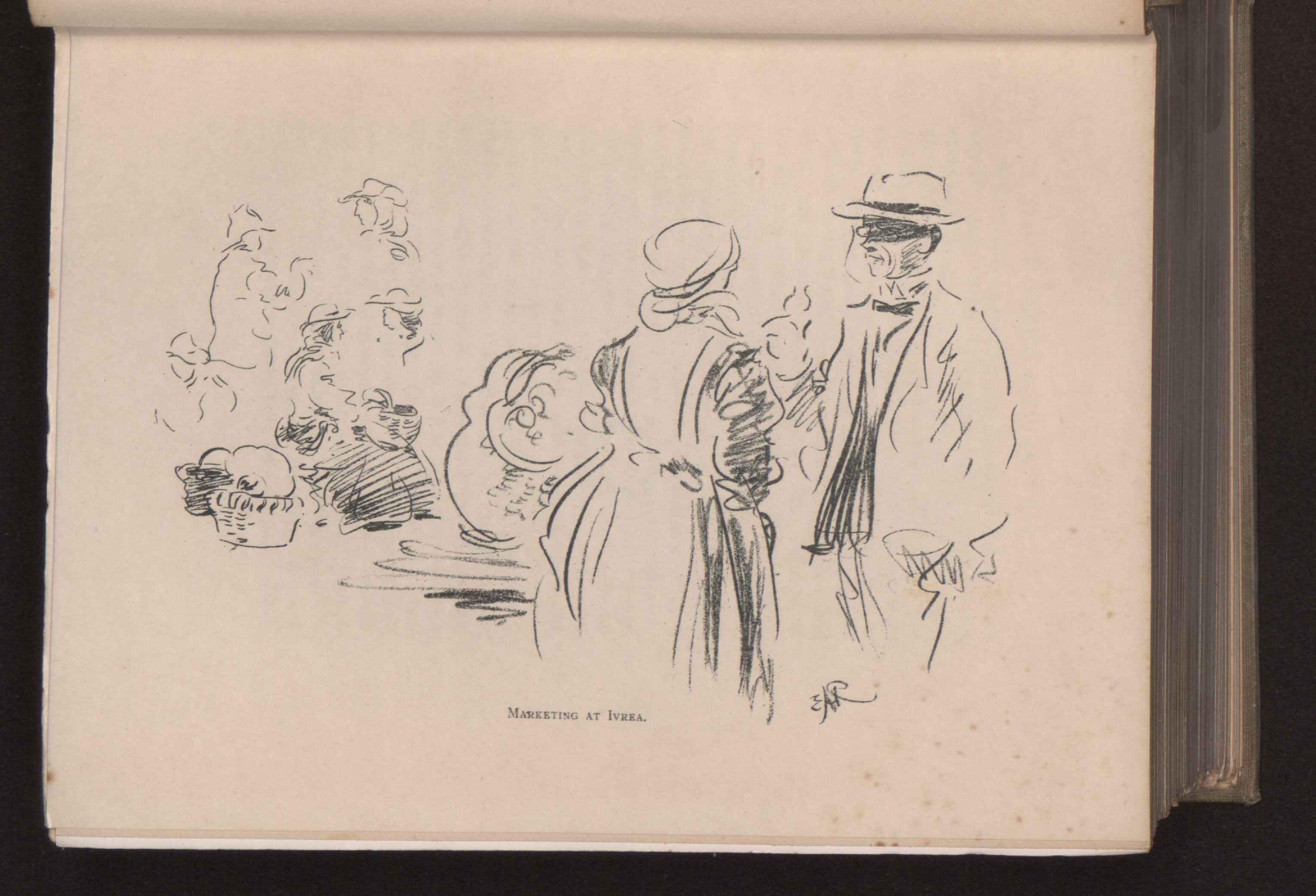
Tavola da Through the Alps to the Apennines, 1911. Illustrazione di Edwin Alfred Rickards.

Paul George Konody (Budapest, 1872 – 1933) è stato uno storico e critico d'arte ungherese.

## Biografia
Si formò a Vienna prima di trasferirsi a Londra nel 1889. Scrisse come critico d'arte per alcune importanti riviste del settore.